# Les Dernières Nouvelles d’Alsace
Les Dernières Nouvelles d’Alsace – francuski dziennik regionalny wydawany na terenie Alzacji.
Założony w 1877 roku przez Heinricha Ludwiga Kaysera. Siedziba gazety znajduje się mieście Strasburg. Oprócz tego dziennik ma 18 redakcji lokalnych usytuowanych w największych miastach regionu.
Redaktorem naczelnym dziennika Les Dernières Nouvelles d’Alsace jest Gérard Lignac, natomiast właścicielem  – grupa medialna Groupe EBRA.
Z dziennym nakładem wynoszącym 208 641 egzemplarzy dziennik jest najpopularniejszą gazetą na terenie Alzacji. Około 10% całego nakładu jest wydawane w języku niemieckim, który jest przeznaczony dla zamieszkujących region niemieckich Alzatczyków.
Obecnie dziennik zatrudnia ponad 850 osób oraz 200 dziennikarzy. W 1995 roku „Les Dernières Nouvelles d’Alsace” stał się pierwszym czasopismem we Francji, które dokonało internetowej prezentacji własnej strony.